# BMD-4
BMD-4 (ros. БМД-4 «Бахча-У» Боевая Машина Десанта-4) – rosyjski bojowy wóz piechoty przeznaczony dla wojsk powietrznodesantowych.

## Historia
BMD-4 jest głęboko zmodernizowaną wersją BMD-3, który zaczął wchodzić na uzbrojenie jeszcze w czasach radzieckich wojsk powietrznodesantowych w 1990 roku. Jednak z powodów finansowych oraz kryzysu związanego z rozpadem ZSRR do końca lat 90. XX wieku wyprodukowano zaledwie około 100 sztuk tych pojazdów. Pod koniec lat 80. XX wieku na uzbrojenie jednostek armii zaczęły wchodzić bojowe wozy piechoty BMP-3, dysponowały one znacznie silniejszym uzbrojeniem niż ich powietrznodesantowe odpowiedniki. Posiadały sprzężone armaty 30 mm 2A72 i 100 mm 2A70, armata 100 mm miała możliwość wystrzeliwania pocisków ppk 9M117 Bastion. Dlatego też w Wołgogradzkiej Fabryce Traktorów na bazie BMD-3 skonstruowano nowy pojazd oznaczony jako BMD-3M z silniejszym uzbrojeniem odpowiadającym parametrom wozów piechoty. Nową wieżę nazwaną Bachcza skonstruowano w Biurze Konstrukcyjnym Przyrządów KBP w Tule. Nowy pojazd zaprezentowano publicznie we wrześniu 2004 roku, w tym samym roku został przyjęty na uzbrojenie z nowym oznaczniem BMD-4.

## Konstrukcja
Kadłub pojazdu spawany jest z płyt ze stopów aluminium. Załogę tworzy dwóch żołnierzy kierowca i działonowy plus pięciu żołnierzy desantu, dowódca desantu jest jednocześnie dowódcą wozu. Z przodu wozu znajdują się trzy włazy, dwa skrajne dla żołnierzy desantu i środkowy pod wieżą dla kierowcy. W wieży ulokowani zostali działonowy i dowódca wozu, pomiędzy wieżą a przedziałem napędowym zajmuje miejsca kolejnych dwóch członków desantu. Pojazd napędzany jest 6 cylindrowym silnikiem wysokoprężnym o mocy 331 kW (450 KM). Pojazd potrafi pływać, napęd w wodzie zapewniają dwa pędniki wodnostrumieniowe. Dzięki wydajnemu systemowi pomp na pokładzie nawet 30% utrata pływalności nie grozi zatonięciem pojazdu. Układ jezdny składa się z 5 par podwójnych kół nośnych z bandażami gumowymi, 8 rolek podtrzymujących oraz 2 kół napędowych (z tyłu) i 2 napinających (z przodu), niezależnego hydropneumatycznego zawieszenia, stalowych gąsienic z możliwością zakładania gumowych nakładek oraz układu zmiany prześwitu. Opancerzenie pojazdu chroni go z przodu przed przeciwpancernymi pociskami kalibrów 12,7 mm do 14,5 mm a z boków i z tyłu kadłuba przed przeciwpancernymi pociskami kalibru 7,62 mm oraz odłamkami moździerzowymi i artyleryjskimi. 

### Uzbrojenie

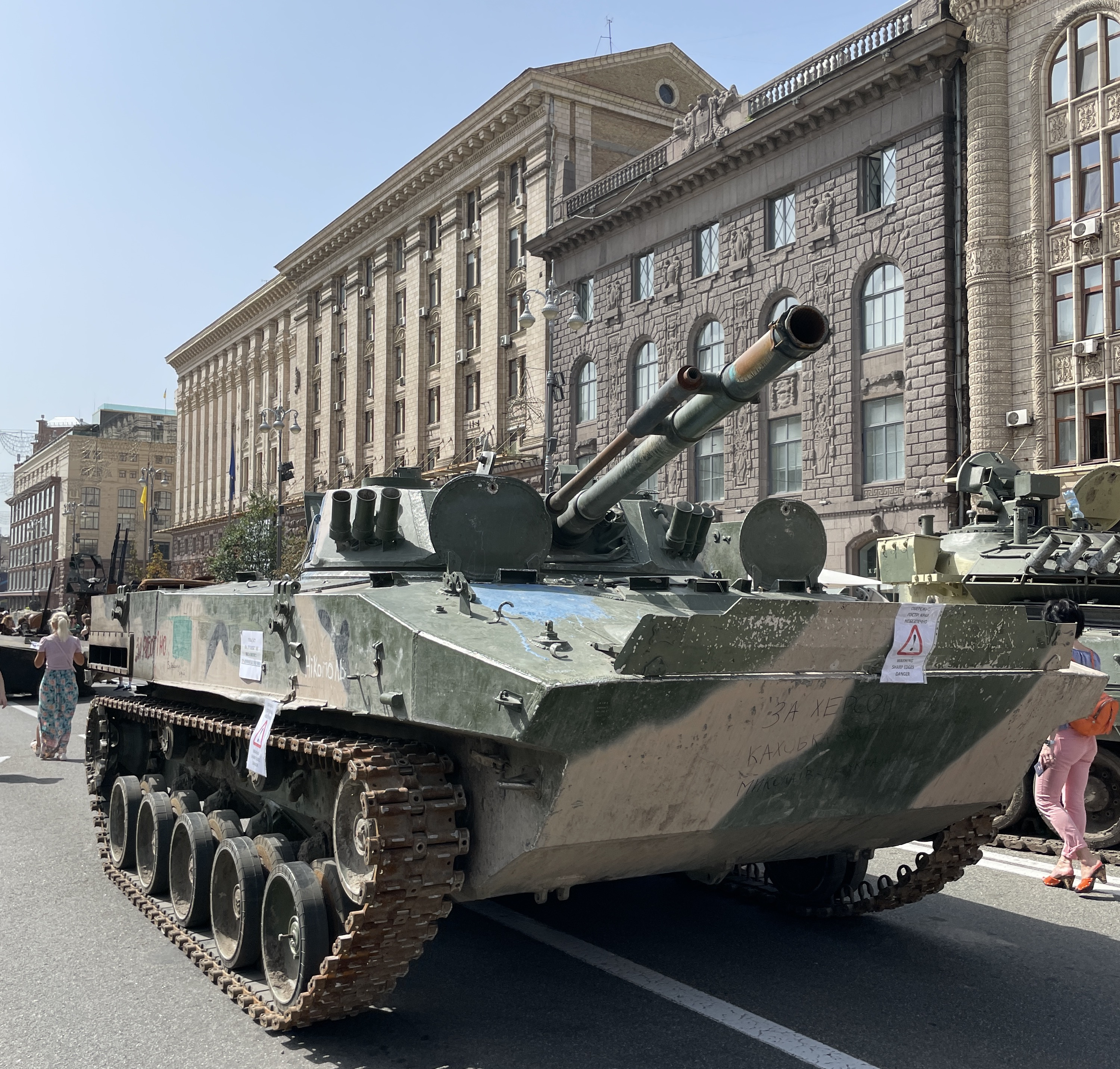
Zdobyty BMD-4 w Kijowie

Główne uzbrojenie artyleryjskie BMD-4 składa się z armaty kalibru 100 mm 2A70 oraz sprzężoną z nią 30 mm armatą automatyczną 2A72 i karabinem PKMT 7,62 mm. Obydwie armaty, jarzmo i karabin tworzą jeden zestaw ważący 580 kg i są stabilizowane w płaszczyźnie pionowej i poziomej. Kąt wychylenia armat w pionie wynosi od -5° do +60°. 
- armata 2A70 ma masę 332 kg, gwintowaną lufę. Jej zadaniem jest zwalczanie siły żywej, celów nieopancerzonych, umocnień oraz lekko opancerzonych pojazdów (pociskami odłamkowo burzącymi). Do zwalczanie celów opancerzonych służą pociski ppk 9M117M1-3 Arkan o zasięgu minimalnym 100 m, maksymalnym 5500 m. Tandemowa głowica pocisku przebija 750 mm pancerz z osłoną reaktywną. Pocisk naprowadzany jest na cel w kodowanej wiązce laserowej, po wystrzeleniu działonowy ma za zadanie utrzymać znak celowniczy na celu ataku. Jednostka ognia armaty 2A70 liczy 34 naboje. Armata ładowana jest automatycznie przy użyciu elektromechanicznego układu zasilania. Szybkostrzelność armaty z użyciem pocisków odłamkowo-burzących wynosi 10 - 12 strz./min. Czas ładowania pojedynczego pocisku wynosi od 4 do 6 sekund.
- armata automatyczna 2A72 ma masę 84 kg, służy do zwalczania celów nieopancerzonych bądź lekko opancerzonych, siły żywej i celów powietrznych. Szybkostrzelność armaty wynosi 330 strz./min. Jednostka ognia armaty 2A72 liczy 500 nabojów.
- karabin 7,62 mm PKTM sprzężony z armatami z zapasem amunicji 2000 nabojów.

Obydwie armaty zamontowane są w nowej spawanej z aluminiowych płyt pancernych wieży Bachcza-U. Masa wieży wynosi około 3,2 tony. Po obu stronach luf sprzężonych armat zamontowano 6 wyrzutni granatów dymnych i aerozolowych systemu 902B Tucza. W wieży jest miejsce dla dwóch członków załogi, po lewej stronie armat jest miejsce celowniczego a po prawej dowódcy załogi. W wieży zainstalowany jest zautomatyzowany system kierowania ogniem, w którego skład wchodzi dzienno nocny celownik działonowego, dzienno nocny system obserwacji panoramicznej dowódcy, cyfrowy komputer balistyczny, automatyczny układ śledzenia celu, czujnik meteorologiczny i czujnik położenia czopów wieży. Celowanie może odbywać się w trybie dziennym lub nocnym (z wykorzystaniem kamery termowizyjnej). Celownik współdziała z dalmierzem laserowym i układem naprowadzania pocisków ppk. W stropie wieży zamontowany jest dodatkowy przeciwlotniczy celownik PPB-2. Zgodnie z wymaganiami stawianymi bojowym wozom wojsk powietrznodesantowych, BMD-4 przystosowany jest do transportu lotniczego i desantowania przy użyciu spadochronów (pierwsza taka próba odbyła się 22 marca 2007 roku na poligonie w Riazaniu).